# Polygala parvifolia
Polygala parvifolia là một loài thực vật có hoa trong họ Polygalaceae. Loài này được (Wheelock) Wooton & Standl. miêu tả khoa học đầu tiên năm 1915.